# NGC 4319
NGC 4319 (другие обозначения — NGC 4345, UGC 7429, MCG 13-9-25, ZWG 352.29, IRAS12195+7535, PGC 39981) — спиральная галактика с перемычкой (SBab) в созвездии Дракон.
Этот объект занесён в новый общий каталог несколько раз, с обозначениями NGC 4319, NGC 4345.
Этот объект входит в число перечисленных в оригинальной редакции «Нового общего каталога».